# Albero di Porfirio

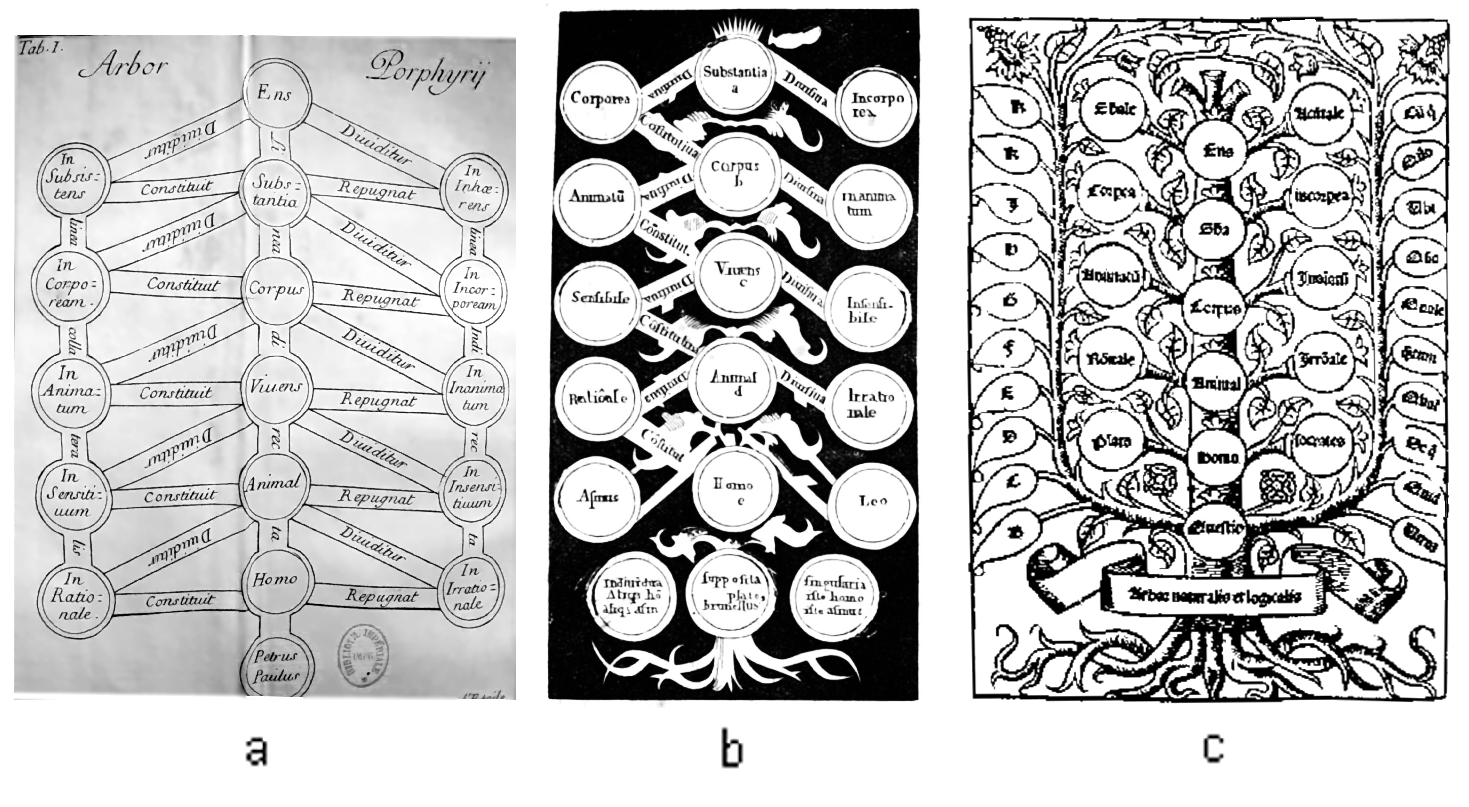
a) Albero di Porfirio da Purchotius (1730).
b) Albero di Porfirio dalla traduzione di Boezio.
c) Albero delle scienze di Raimondo Lullo, sul modello dell'albero di Porfirio.

L'albero di Porfirio (o Arbor Porphyriana), creato da Porfirio, è una tavola della coordinazione e della subordinazione dei generi e delle specie, costruita muovendo dal genere sommo e scendendo fino alle specie infime secondo il processo della dicotomia: per esempio, la sostanza si divide in corporea e incorporea, quella corporea in animata e inanimata, quella animata in sensibile e insensibile, ecc.
La costruzione logica, tradotta in schema figurato, si sviluppa come le biforcazioni di un albero. Il nome deriva dal fatto che essa serve ad illustrare il secondo capitolo dell'Isagoge di Porfirio.

## Esempio
| Sostanza  | Sostanza    |
| --------- | ----------- |
| Corporea  | Incorporea  |
| Corporea  |             |
| Animata   | Inanimata   |
| Animata   |             |
| Sensibile | Insensibile |
L'albero prende il nome dal filosofo neoplatonico del III secolo, Porfirio, che scrisse un'introduzione alle Categorie di Aristotele tradotta poi in lingua latina da Boezio, e divenne una delle principali opere di riferimento per la scolastica medioevale, nell'ambito della disputa sugli universali.